# Robin McKinley
Œuvres principales
- Belle
- Casque de feu
- Deerskin
- Sunshine

Robin McKinley, née Jennifer Carolyn Robin McKinley le 16 novembre 1952 à Warren dans l'Ohio, est une autrice américaine de fantasy.

## Biographie
Robin McKinley, fille unique, est née à Warren, dans l’Ohio ; son père était dans la marine. Elle raconte qu’elle lisait beaucoup, et qu’elle aimait se déplacer, associant chaque lieu aux livres qu’elle y avait lu. Elle étudie à Gould Academy, une école préparatoire dans le Maine, puis au Dickinson College entre 1970 et 1972. Elle travaille un peu comme traductrice. En 1975, elle obtient son diplôme au Bowdoin College, à Brunswick dans le Maine. Entre 1976 et 1977, elle est assistante de recherche. Elle travaille comme libraire, puis comme enseignante jusqu’en 1979.
En 1978, son premier roman, Belle (Beauty), est accepté par le premier éditeur auquel elle l’envoie, et elle commence une carrière d’écrivain. Elle a vécu à Boston, puis dans un élevage de chevaux dans l’est du Massachusetts où elle a fait fille d’écurie (1981–1982) ; elle travaille ensuite comme rédactrice en free-lance à Staten Island et Manhattan jusqu’en 1985 ; retourne dans le Maine, à Blue Hill. À partir de 1991 dans le Hampshire au Royaume-Uni, avec son époux l’écrivain et poète britannique Peter Dickinson ; elle pratique alors l’écriture à plein temps. Hors les livres, elle apprécie beaucoup l’opéra et les longues promenades.

## Récompenses
Elle reçoit en 1985 la médaille Newbery pour The Hero and the Crown deux ans après le Newbery Honor pour The Blue Sword. En 2004, elle obtient le prix Mythopoeic de littérature adulte avec Sunshine (en) ; en 1986, le prix World Fantasy du meilleur recueil de nouvelles avec Imaginary Lands ; en 1998, le prix Phoenix (en) (de littérature pour enfants) pour Beauty: A Retelling of the Story of Beauty and the Beast.
Elle est également sélectionnée pour le prix Locus du meilleur roman de fantasy en 1983 avec The Blue Sword, en 1985 avec The Hero and the Crown, en 1994 avec Deerskin, en 1998 avec Rose Daughter, en 2001 avec Spindle's End et en 2004 avec Sunshine, et pour celui du prix Locus du meilleur roman pour jeunes adultes en 2009 avec Chalice.
Robin McKinley a été nommée en 202239e Grand Maître de la Fantasy et de la Science-Fiction par SFWA.

## Œuvres

### SérieDamar
- (en) The Blue Sword, 1982
- Casque de feu, Le Livre de poche jeunesse, 1987 ((en) The Hero and the Crown, 1984)

### Récits folkloriques et contes de fées
- Belle, Pocket, 1993 ((en) Beauty, 1978)
- (en) The Door in the Hedge, 1981Réécriture du conte Le Bal des douze princesses
- (en) The Outlaws of Sherwood, 1988
- (en) Deerskin, 1993
- (en) Rose Daughter, 1997
- (en) Spindle's End, 2000

### Autres ouvrages
- (en) Imaginary Lands, 1985
- (en) Rowan, 1992Illustrations Donna Ruff
- (en) A Knot in the Grain and Other Stories, 1996
- (en) The Stone Fey, 1998Iillustrations John Clapp (réimpression des nouvelles d’Imaginary Lands
- (en) Water: Tales of Elemental Spirits, 2002Écrit avec Peter Dickinson.
- (en) Sunshine, 2003
- Dragonhaven, Mnémos, 2015 ((en) Dragonhaven, 2007)
- (en) Chalice, 2008
- (en) Fire: Tales of Elemental Spirits, 2009Écrit avec Peter Dickinson.
- (en) Pegasus, 2010
- (en) Shadows, 2013